# مارك ستيفن مورتون
مارك ستيفن مورتون هو كاتب كندي، ولد في 31 ديسمبر 1963.